# SN 2006pr
SN 2006pr – supernowa typu Ia odkryta 14 listopada 2006 roku w galaktyce A013414-0024. W momencie odkrycia miała maksymalną jasność 21,70m.